# Парламентарни избори у Уједињеном Краљевству 2010.
Парламентарни избори у Уједињеном Краљевству су одржани 6. маја 2010.
После избора је створена коалиција Конзервативне партије и Либералних демократа.